# Chitra Gajadin

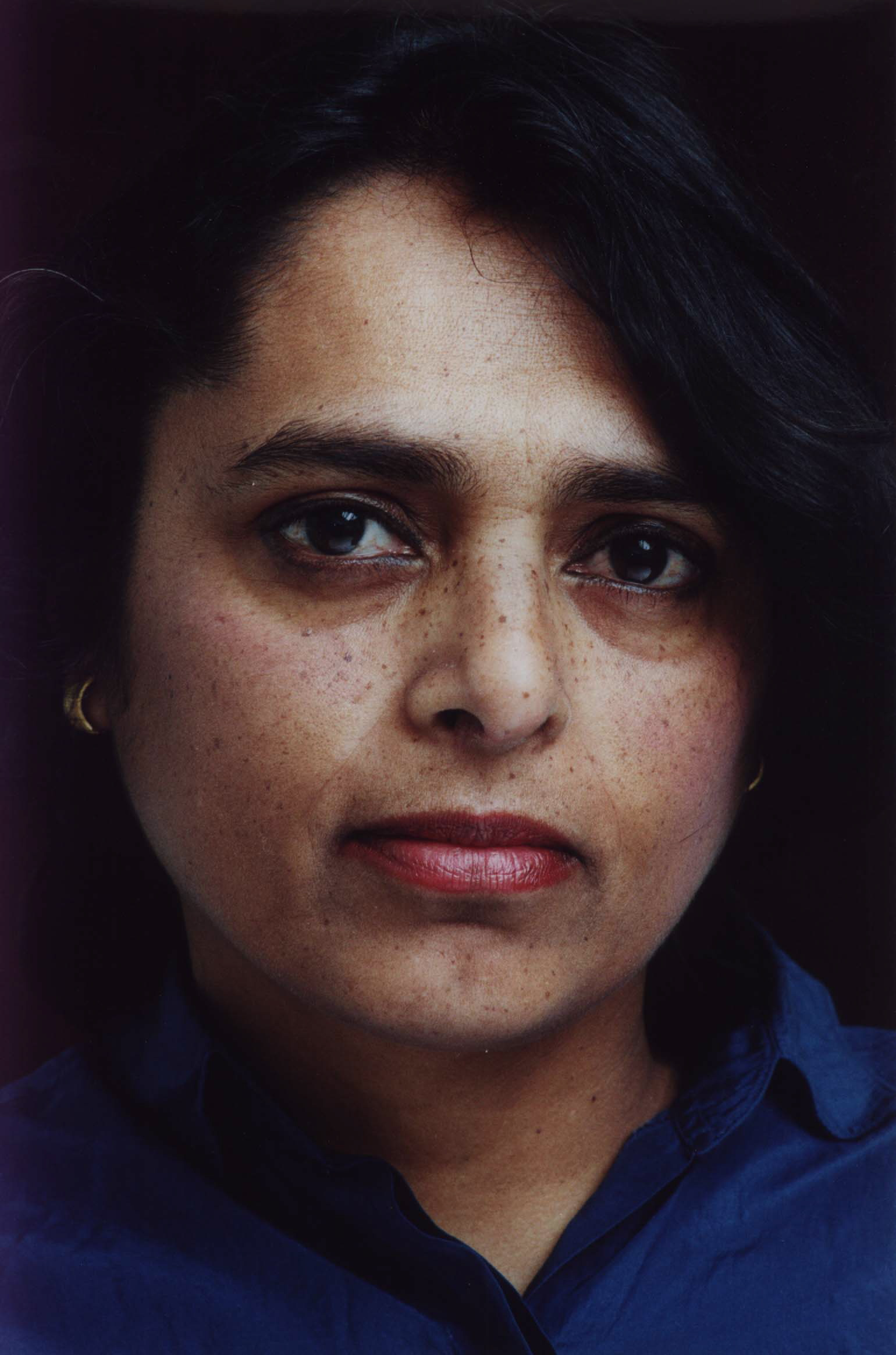
Chitra Gajadin.

Chitra Gajadin (distrito de Surinam, 21 de junio de 1954) es una poeta y escritora de Surinam.

## Biografía
En 1972 Chitra viaja a los Países Bajos. Chitra Gajadin trabaja para Feduco como revisora del "Semanario de Surinam", NBLC/Biblion y algunos otras publicaciones.
Sus poemas son agudos y sensitivos, observando la perturbación del balance de la sociedad indostani-surinamesa. Sus poemas contienen fuertes trazos de nostalgia sobre sus experiencias de joven en Surinam y su regreso a su tierra natal luego de una prolongada ausencia. Si bien ella adhiere al movimiento Sarnami, sus primeros tres libros fueron publicados en neerlandés: 
- Van erf tot skai (1977) con ilustraciones de Anton Vrede
- Padi voor Batavieren (1979),
- De zon vloeit weg uit mijn ogen (1983).

La recopilación Kab ke yaad / Van wanneer een herinnering (1984) presenta su producción poética de los años 1977-1983, en sarnami con traducciones. Mientras que en neerlandés publica: 
- Opgravingen van jezelf (1994),
- Schoorvoetige tijden (2000).

En sus historias incluidas en Bari dopahar (Het heetste uur van de dag) (1989), ella describe su tierra. También escribió la obra de teatro Savitri (1994), basada en la historia épica india Mahabharata, y el ‘Monólogo poético de una mujer’ Lucette (1997). Su libro para jóvenes Amal en de brief van de koning (1992) es una adaptación de la obra de teatro The Post Office de Rabindranath Tagore.